# 폴타르구

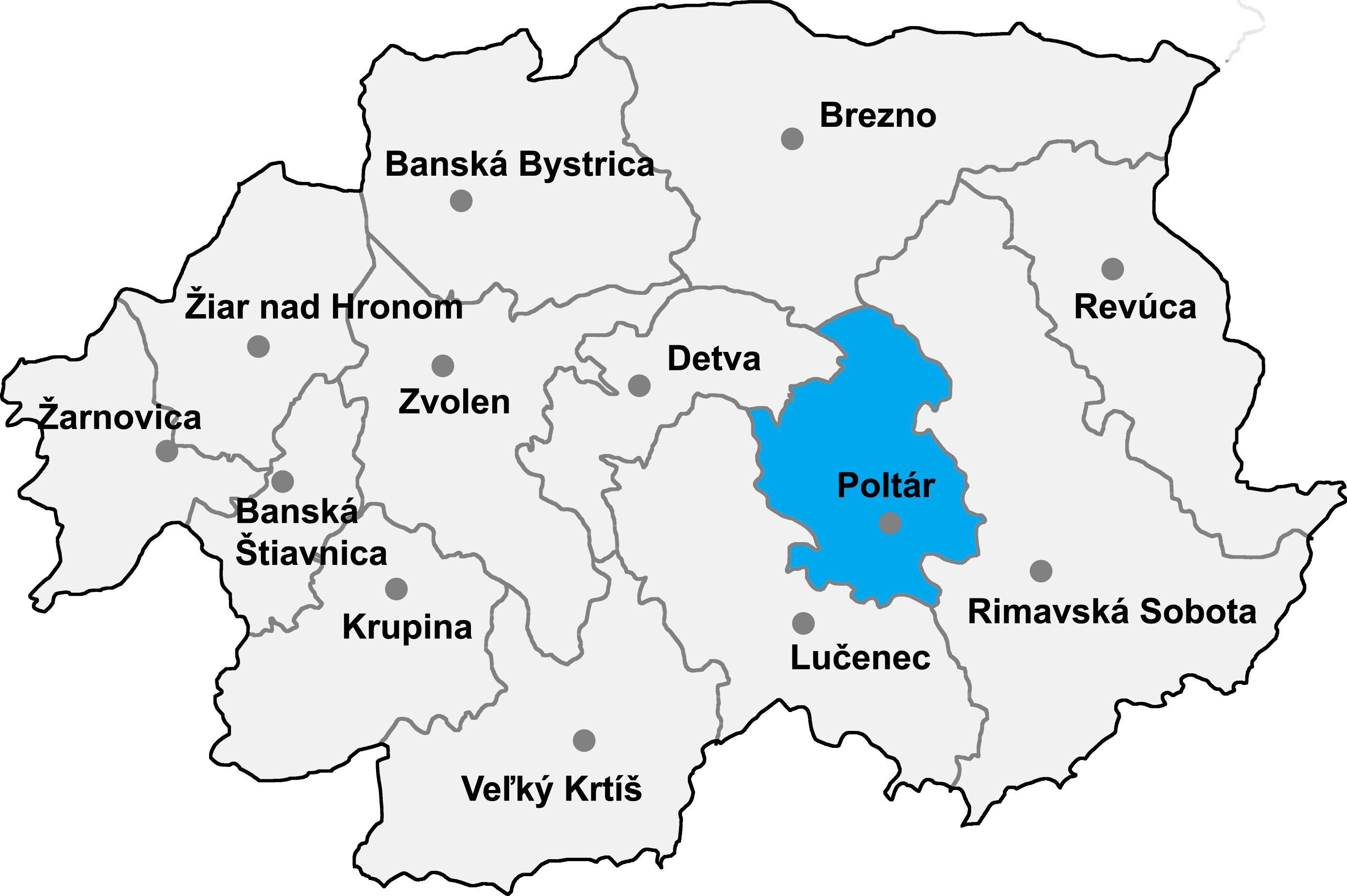
폴타르구의 위치

폴타르구(슬로바키아어: Okres Poltár)는 슬로바키아 반스카비스트리차주를 구성하는 13개 구 가운데 하나로 행정 중심지는 폴타르이며 면적은 476.22km2, 인구는 22,074명(2014년 기준), 인구 밀도는 46.35명/km2이다.
반스카비스트리차주 중동부에 위치하며 22개 지방 자치체(1개 시, 21개 마을)를 관할한다. 북쪽으로는 브레즈노구, 동쪽으로는 리마우스카소보타구, 남쪽과 서쪽으로는 루체네츠구, 북서쪽으로는 데트바구와 접한다.